# 財産

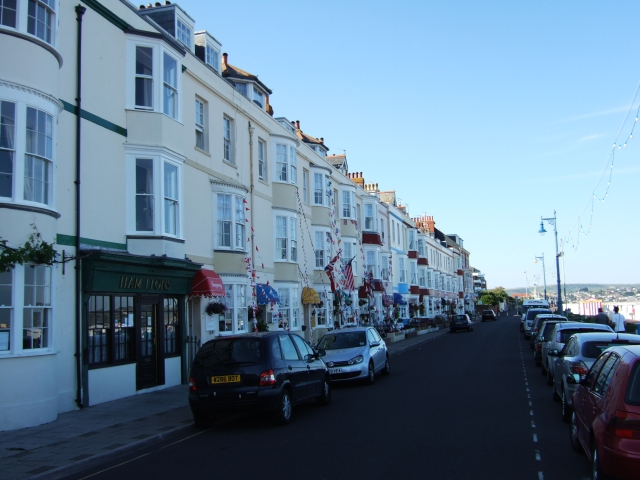
店舗や住居などの建物が、財産（不動産）の一般的な形態である。建物内にある家具などの什器もまた、財産（動産）の一般的な形態である。

財産（ざいさん　英:Property）は、個人や団体に帰属する経済的価値があるものの総称で、有形・無形を問わず財産権の対象となるもの。似た言葉に「資産」があるが、これは有形・無形の財産に関する会計上の概念（決算期末など一時点における財産評価額）である。

## 概要
経済学と政治経済学においては、私有財産、公共財産、組合財産という財産の3形態がある。
社会学や人類学では、財産がしばしば1つの対象物と複数の個人との関係（少なくともこのうち誰か1人は同対象物の財産所有権を有する）と定義される。
異なる個人が1つの対象物に対して異なる権利を有することが多い「組合財産」と「私的財産」の区別は混乱しがちである。
日本の民法86条は、有形の財産を不動産（土地および土地に定着している物）と動産（不動産以外の物）に大別している。これら有形の財産には、所有者が直接的に支配する様々な物権（所有権、用益物権、担保物権など）および債権が付随する。無形の財産は、発明や芸術・音楽・著作といった創作者の経済的利益を保護する知的財産権（特許権、商標権、著作権など）が代表的で、企業や個人の持つ知名度や信用なども無形の財産にあたる。しかしながら、知的財産権は必ずしも（特に開発途上国で）広く認識されているとは限らず、施行保護されていない場合がある。1つの財産が、有形な部分（実物）と無形な部分（付随する権利等）を持っていても構わない。とりわけ所有権は、財産と他者との関係を確立しており、所有者が適切と考える方法でその財産を処分する権利を所有者に保証している。
財産を意味する英単語「プロパティ(Property)」は、単体だと特に不動産を指すのに使われる。また歴史的に見ても、資本主義以前の社会における主要な財産は土地であり、財産制度は土地所有のあり方によっていた。

## 種類
日本を含む大半の国家・地域の法体系が財産を複数の種類に分けており、とりわけ「不動産」と「動産」とを区別している。また多くの場合、それら法体系は「有形」と「無形」の財産を区別している。
無形財産の取扱いについては、財物が相続可能でも法律ほか伝統的概念によって期限切れになる場合があり、この点は有形財産との大きな違いである。有効期限が切れると知的財産は創作者の手から離れて、使用料を払う義務もなく万人が利用可能になる（パブリックドメインやジェネリック医薬品などが典型例）。
日本では、相続に際して被相続人の遺産を「積極財産」と「消極財産」の２つに分類することがある。前者は簿記上の概念でいう「資産」にあたるもの、後者は「負債」にあたるもので、ここでの財産とは一定会計単位組織の有する権利･義務の全てを含むものとされる。相続人は被相続人の財産に属する全ての権利義務を継ぐことになるため、消極財産のほうが多い場合は相続放棄することも可能である。
債権回収の実務においては、債務者が有する差押えの対象となる財産の事を「責任財産」という。一方で、民事執行法において差押えすることができない動産や債権もあり、こちらを「差押禁止財産」という。
多くの社会では人体が何らかの財産と考えられている。自分の体の所有権と各種権利の問題は、概して人権の議論において生じる。ビジネス界にも「体が資本」という定型句があり、身体が健康で普段通りに活動できることがその人の財産であることを説いている。

### 経済体制と財産
財産に対する捉え方は、その社会の経済体制によって違いが見られる。
- 資本主義には、財産権がその所有者に財産を生じさせて富を生み出し、市場運営に基づいて効率的な経済資源[注釈 7]の配分が促されるという中核的な前提がある。ここから財産の現代的概念は、財産がより多くの富とより良い生活水準を生み出すことを期待して発展した。しかし、アダム・スミスは財産が不平等に及ぼす影響について批判的な見解を以下のように述べている。

「大きな財産が存在する所にはどこでも大きな不平等が存在する...[中略]市民政府は、財産保全のために制定される限り、実際には富裕層を貧困層から守るためだったり、若干の財産を持つ人々を全く財産を持たぬ者から守るために制定されている。（アダム・スミス著『国富論』）
- 古典的自由主義は財産の労働説を支持している。彼らは、個人がそれぞれ自分の生命身体を所有しているとの見解を抱いており、従って人はその生命身体を使う労働での生産物を認知する必要があり、それは他者と自由に交換して取引できるという見解である。

「誰しもが自分の体という財産を持っている。これは本人自身だけのもので他に誰も権利を持たない。(ジョン・ロック著『統治二論』)
「人々が社会に参画している理由は、自分の財産保護である。(ジョン・ロック著『統治二論』)
「生命、自由、財産が存在するのは人間が法律を作ったからではない。逆であって、以前から生命、自由、財産が存在していた事実が、人間に法律を作らせたのである。(フレデリック・バスティア著『法』)
- 保守主義は、自由と財産が密接に結びついているという概念を支持している。私有財産の所有が広がれば広がるほど、国家や国民はより安定して生産的になる。保守主義者は、財産の経済的平準化（特に強制的なもの）は経済的進歩ではないと主張している。

「財産を私的所有から隔離して、全体主義国家(Leviathan)がすべての支配者になる...[中略]私有財産の基盤の上に偉大な文明が築かれる。保守主義者は、財産の所有が所有者に特定の義務を課すことを認めている。彼はこれらの道徳的、法的義務を喜んで受け入れる。(ラッセル・カーク著『慎重さの政治学(The Politics of Prudence)』)
- 社会主義の基本原則はこの概念の批判を中心としており、（とりわけ）財産を守るコストは私有財産の所有権からのリターンを上回り、財産権がその所有者に彼らの財産を発展させたり富を生み出すことを奨励したとしても、彼らは自分達の利益のためにそうしているだけで、それは他の人々や社会全体への利益と一致しない場合がある、と述べている。
- 自由主義的社会主義は、一般的に短い放棄期間で財産権を受け入れる。言い換えると、人は物品を（多かれ少なかれ）継続的に使用する必要があり、さもなければ所有権を失う。これは一般に「所有財産」または「用益権」と呼ばれる。従ってこの用益権システムにおける不在者の所有権は違法であり、労働者が自分と共に働く機械または他の機器を所有している。
- 共産主義は、生産手段の共有制だけが不平等なり不当な結果の最小化と利益の最大化を保証すると主張している。それゆえ、人間は(財産とは対照的である)資本の私的所有を廃止すべきだと主張する。

共産主義も一部の社会主義も、資本の私的所有は本質的に非合法という思想を支持している。この議論は、資本の私的所有がいつもある階級に他の階級より多くの利益を生み出して、この私有資本を介して支配が起こる、という思想が中核である。共産主義者は、無産階級の人達による「苦労して獲得し、独力で獲得し、独力で稼いだ」個人財産に反対しない。社会主義も共産主義も、資本の私的所有（土地、工場、資源など）と私有財産（家、物質的な物など）を慎重に区別している。

## 関連する概念

### 合法な契約取引等
|                       |                       | 一般的な意味や説明 | 行為者       |  |
| 販売                  | 販売                  | 金銭と引き換えに、動産・不動産やその所有権を与える。対比の概念は購入。 | 売り手       |  |
| 共有                  | 共有                  | 複数当事者による共同運営として動産・不動産の使用を許可する。 | 所有権者     |  |
| 賃貸                  | 賃貸                  | 補償金と引き換えに、動産・不動産の限定的かつ一時的（ただし潜在的に更新可能）な独占的使用を許可する                                                                            | 貸し主       |  |
| 許諾                  | 許諾                  | 上に同じだが、主に知的財産での利用料を払うライセンス契約について言う。 | 許諾者       |  |
| 無形の財              | 無形の財              | 他人の所有財産を一定の目的のために使用収益する用益物権やそれに類するもの。この特定権益は、同一の当事者によって権益と対象財産が所有されると、容易に破棄される場合がある。      | N/A          |  |
| 無形の財              | 分与                  | 財産から生じる全ての財産権について特定部分の所有権ないし持分を別の当事者に与えられるのが特徴で、それ自体が財産の非実体的な形であるもの。具体例として株式など。                | N/A          |  |
| 無形の財              | 地役権                | 一定の目的範囲で、他人の土地を自分の土地のために利用できる権利。 賃借権と違い、その効力は目的を達成する必要最小限度にとどまる。                                               | N/A          |  |
| 先取特権              | 先取特権              | 法律の定める一定の債権を有する者が、他の債権者に優先して弁済を受けられる権利。 特定動産の先取特権（民法311条）と不動産先取特権（民法325条）を合わせて、特別の先取特権という。 | 先取特権者   |  |
| 先取特権              | 抵当権                | 債務の担保に供した物について他の債権者に先立って自己の債権の弁済を受ける権利。 質権と違って引渡しを要しないため所有者は抵当権成立後も引き続き使用可能。                       | 抵当権設定者 |  |
| 先取特権              | 質権（担保）          | 債務不履行に備えて債権者に渡しておく債務者の所有物で、債権弁済を確保するためのもの。融資の返済が滞った時などに融資先の金融機関に差し出す財物。                                | 債務者       |  |
| 利害衝突 （利益相反） | 利害衝突 （利益相反） | 僅少ないし矛盾のため財産を適切に使用・占有できずにいる、事実上の共有不能状態。 不動産でその解決に至った場合、当事者の一方がその場所から立ち退いたりする可能性がある。         | N/A          |  |
| 警備                  | 警備                  | 危害、使用、奪取への対抗手段や保護の程度。 隠し場所や戸締りから各種警報装置や人員配置に至るまで、警備対象物の規模および重要性によってその手法も様々である。                   | 警備員       |  |
| 警備                  | 保全管理              | 上に同じだが、主に破産手続きにおける責任財産の保護に関していう。 | 保全管理人   |  |

### 侵害行為
|            | 一般的な意味や説明 | 実行犯     |
| 不法侵入   | 正当な理由なく他人が所有する不動産に侵入したり使用する、または要求されても他人の不動産から立ち退かない。                                         | 不法侵入者 |
| 破壊行為   | 有形財産またはその外観に対する破壊、損傷、改変。                                                                                                 | 破壊者     |
| 窃盗       | 他人の財物を所有者の意思に反して取得すること、または所有者の意思に反する財産所有権の機能的変更。                                                 | 泥棒       |
| 著作権侵害 | 故意または過失による知的財産の無断複製および配布、また前段階でその複製が公開された知的財産の所有。                                               | 海賊版     |
| 著作権侵害 | 所有者の逸失利益の影響による侵害、または利益または個人的利益を伴う侵害。                                                                         | 海賊版     |
| 剽窃       | 知的財産（恐らく著作権で保護されている）かパブリックドメインかに関係なく、実際の著作者名を記さずに自分の創作であるかのように作品を発表すること。 | 盗作者     |

### その他の行動
|                          | 一般的な意味または説明 | 行為者             |
| 不法占拠                 | その不動産に所有権があろうとなかろうと、使われていなかったり放棄された不動産を占有すること（当該不動産に他人の所有権があって、要求されても立ち退かないような場合、この行為は不法侵入となる）。 | スコッター         |
| リバースエンジニアリング | 既存の他社製品を分解・解析して、その製造方法、動作原理、ソースコードといった技術情報を（知的財産で保護されている部分もいない部分も）得る開発手法。                                             | リバースエンジニア |
| 代作                     | 出版時に他の当事者が著作者として記されることが明示的に許可されている文筆作品の創作。 | ゴーストライター   |

## 構成要件

### 労力と希少性
洋の東西を問わず、権力者の古墳からは貴石や貴金属で作られた装飾品がしばしば発見される。すなわち、何らかの特定要件を満たす物を人々は古代より財産と考えてきたわけで、その本来的な財産として考えられる主な2つの根拠が、「労力」と「希少性」である。ジョン・ロックは、対象物に「自分の労働を混ぜる」（すなわち生産したり加工する）労力や、処女地を開墾して耕作する労力を強調した。ベンジャミン・タッカーは、財産のテロス（すなわち財産の目的が何なのか）を見定めようとして、希少性という解決策に辿り着いた。人々の要望に比べて物品が不足している時にだけ、その物品が財産になる。例えば、狩猟採集社会だと土地は狩猟の場所であって減ることがないため、土地を財産とは考えなかった。農耕社会では耕作に適した場所と適さない場所という区別が生まれ、人々が耕作に適した希少な場所を求めてその土地を財産と考えるようになった。何かが経済的に希少となるには、ある人が使用すると他人がそれを使用できなくなる「排他性」が必要不可欠である。
知的財産は、先述した根拠2つのうち主に労力を根拠とするものである。人の体は、双方の基準からも当人の財産にあたる。体という財産に関しては、中絶、麻薬、安楽死の問題でも論じられる。
誰の所有にも属さないものを西洋ではコモンズ（社会のあらゆる人達が使用できる文化的資源および天然資源）と呼ぶことがある。所有権ほかの法律は明確な所有者のいないコモンズの数を減らす傾向があり、これがコモンズの悲劇によって起こる稀少資源の枯渇に対する保護を可能にする、と財産権の支持者は主張している。
なお、公海の深海底、月などの天体や宇宙空間、南極大陸などは（先進国を中心に調査や探査が進められているものの）明確な所有者が定められていない。これは1970年の国連総会にて、特定の空間や資源は人類に共通した財産であると決議されたためで、これらは「人類の共同財産(common heritage of mankind)」とも呼ばれている。米国とカナダでは、野生生物が一般的に法律で国や州の財産と定義されており、この野生生物の公的な所有権は野生生物保護の北米モデルと呼ばれている。

### 所有
例えば、国立印刷局で刷られた直後の（誰のものでもない）紙幣を、人は財産と呼ばない。中央銀行を経て市中に流通され、その紙幣を誰かが「所有」することで財産と呼ばれるようになる。
所有に関する法律は、対象となる財産（銃器、不動産、動産、動物など）の性質により国によって大きく異なる場合がある。個人は財産を直接所有できる。大半の社会では、企業、信託機関、国家や政府といった法人が財産を所有している。
多くの国では、制限的な相続と家族法によって女性は遺産相続に制限があり、男性だけが完全な相続の権利を有している。
古代の多くの法制度（例えば初期のローマ法）では、神殿等の宗教的な場所がそこに祀られた神ないし神々の財産だと見なされた。インカ帝国では、神々と見なされた逝去皇帝が死後も財産を支配していた。

## 日本の財産制度史
先述のとおり、農耕社会の形成によって日照や水はけなど耕作に適した土地を人々が財産と考えるようになったのであれば、世界史の観点では農耕生活が約1万年前の新石器時代に遡ることができ、日本においては水田稲作が中国より伝播する縄文時代後晩期（約3000-4000年前）から弥生時代までに、土地を財産と見なすようになったと考えられる。
弥生時代に入ると、権力者同士が国を超えて（使者を介して）財物をやりとりするようになった。金印として知られる漢委奴国王印は、光武帝が57年に奴国の朝賀使へ渡したものと『後漢書』に記されている。また239年には、卑弥呼が使者を送って生口10人と班布を魏の皇帝に献じたと『魏志倭人伝』に記されているので、人の体を財産と見なす思想もこの時代までには確立していたようである。権力者同士が貢ぎ合いによって国力の一端を示すようになったことに伴い、国家が人民から財産の一部（当時は地産物）を徴収する「税」という仕組みも弥生時代に誕生したとされている。
日本史において、国家政府が土地という財産に直接干渉するようになったのは、大化の改新を経て翌646年に示された「改新の詔」が発端とされる。それまで皇族や各地の豪族が私的に各々所有していた土地と人民の支配から、朝廷が管理する公地公民制への転換が始まったのである。奈良時代の班田収授法では、国家の農地（班田）が人民へと貸し与えられ、人民はそこの収穫物から一定割合を「田租」として国へ納め、残りを自らの食料にできた。なお、人民は班田の売買譲渡権利を持たず、死亡者の田は朝廷に返却された。ただし、租庸調で知られる各種の重い税負担から人民が逃げ出してしまい、公地公民制は長続きしなかった。灌漑施設と開墾を条件にその土地を3世代所有できる制度（三世一身法、723年）も作られたが事態は好転せず、743年に墾田永年私財法が発布された。これは、班田以外に自分で開墾した土地については私有を永年認めるというものである（但し開墾した土地は輸租田とされ、国への納税義務を伴った）。かくして公地公民制は百年と経たぬうちに形骸化してしまう。
土地の私有を認める法律ができたことで、それまで蓄財していた豪族が開発領主に転換して土地を開墾・所有した（所有する田畑とその農民に対しては強力な進止権が公的に与えられた）。とはいえその私有地も国衙から公領として接収されることがあり、彼らは寺社や上級貴族に自分の所有地を荘園として「寄進」し、その庇護を受けることで国家権力の干渉から逃れようとした。上級貴族は朝廷での政治力を駆使して自分の荘園に不輸・不入の権を認めさせ、開発領主は自分の開墾した土地の実質的な支配者としてその荘園を管理した。この寄進地系荘園は平安時代に増え続け、当時栄華を誇った藤原氏の財産基盤となった。
不輸不入の権で国の干渉に対抗した荘園だが、他の勢力から実力行使で侵害された場合は現地でそこを守る必要があった。自分の力で荘園を守るために武装したのが武士の始まりであり、武士団の棟梁となった源頼朝によって12世紀末に鎌倉幕府が開かれると、土地を介した御恩と奉公という主従関係による統治が確立する。日本の中世に確立した土地財産に基づくこの封建制度は、19世紀の江戸幕府終焉（1868年）まで実に700年近く続いた。当時の日本では、米の収穫量に基づく貫高制や石高制で土地が評価されていた点も特筆に値する。これが農民の納めるべき年貢を決める役割であったのは無論だが、諸国大名の国力（土地の農耕収穫力）を示す指標でもあり、農耕社会という礎があって土地の財産価値が鑑定されていた証拠だと言える。
稀少性による財物については、中国を含むユーラシア大陸からの伝来品が主に珍重された。奈良時代の正倉院宝物にもシルクロードを経て渡来したと思われるガラス工芸の白瑠璃碗をはじめ、インド、イラン、ギリシャ、ローマ、エジプトにまでおよぶ当時の主要文化圏の宝物が見つかっている。中世に入ると、鉄砲などを伝来させたポルトガルとの南蛮貿易を介して、様々な舶来品が戦国大名にもたらされた。当時の日本は銀が輸出の主力品であり、特に中国との貿易で銀本位制が発達した。なお、異国の舶来品に高い財産価値を見いだすのは日本に限った話ではない。ヨーロッパでも大航海時代以降、自国で入手の難しい東南アジアの香辛料、中国の青磁、日本の浮世絵などが高く評価された。
近代に入ると1872年（明治5年）に田畑勝手作許可が出たことで、江戸時代までの封建的な土地所有制限が解除され、土地の私的所有権が広く認められるようになる。ほぼ同時期に行なわれた地租改正では従来の石高から地価を課税基準としたため、豊凶作に関係なく税収が安定し、明治政府の財政基盤を確立することとなった。なお、この改正により田畑だけでなく江戸時代に年貢を免除されていた武家地や町地なども課税対象となった。この時、公のために民有地を収用する制度も組み込まれ、河川改修や鉄道・電気・港湾・病院・学校の建設など、明治期の近代化を支えることになった。
財産に関する近代的な法的整備も明治時代に行われた。1896年に現在の「民法」が公布され、所有権（民法第270条）をはじめ物権や債権などの基本法規が定められた。また、財産相続については1898年に民法で公布され、施行された。財産を有する側の各種権利がこうして保護される一方、持たざる側の保護は立ち遅れた。土地所有権に対する小作権はきわめて弱く、小作料（土地使用の賃貸料）に苦しむ農民が困窮するなか一部地主への土地集中が進み、寄生地主制が広範に確立した。
1921年（大正10年）になると、第一次世界大戦後の不況を受けて借りる側の借地法や借家法が制定される。また、1930年代後半からの戦時体制では、食糧確保の必要性から耕作権の方が重視され、農地の地主制は縮小していった。
第二次世界大戦に敗れた日本は、翌1946年（昭和21年）から行われた農地改革で、政府が各地の小作地を強制買収し、これを実際に耕作している小作人に低価格で優先的に売り渡した。これにより従来の地主制は事実上解体され、戦後の日本では土地を所有する自作農が大半となった。農地改革と並び、戦後日本の経済体制を変革させる転機となったのがGHQ主導による財閥解体である。戦前に寡占的な地位を築いていた各産業の巨大企業が解体されたことで、従来は参入の難しかった分野にも新興企業が進出できるようになり、日本がより競争的で民主的な市場経済を発達させるきっかけとなった。国内での市場競争が戦後の高度経済成長期を支え、1960年の池田内閣が打ち出した「所得倍増計画」によって日本の国民所得や生活水準も上がり、1968年には国民総生産が世界2位に達するほどの戦後復興を果たした。
戦後は各国も国際貿易が経済成長に欠かせなくなり、特許や著作物といった知的財産を世界的観点から保護する必要性が増したことから、1970年に世界知的所有権機関が設立された。なお、日本では知的財産権が明治時代の文明開化によってもたらされ、1885年（明治18年）には特許制度に関する「専売特許条例」が公布された。意外なことに、日本では財産の所有権を規定する民法よりも、知的財産の特許が約10年早く法的な後ろ盾を受けたのである。楽譜や写真を含む旧著作権法の制定は明治時代後期の1899年であるが、図書の版権に関して言えば1869年（明治2年）の出版条例で早くも保護規定が作られている。

## 西洋の宗教哲学的な視点
宗教指導者が「財産を沢山保有しなさい」と信者に向けて説くことは滅多に無い。むしろ逆で、私財を蓄えることは宗教的解脱の妨げになると古代から考えられてきた。例えば新約聖書には次のように書かれている。

イエスは弟子たちに言われた、「よく聞きなさい。富んでいる者が天国に入るのは、むずかしいものである。また、あなたがたに言うが、富んでいる者が神の国にはいるよりは、らくだが針の穴を通る方が、もっとやさしい」—マタイによる福音書 19:23-26

イエスは目をあげ、弟子たちを見て言われた、「あなたがた貧しい人たちは、さいわいだ。神の国はあなたがたのものである」—ルカによる福音書 6：20
特に宗教権威ローマ教皇の影響が歴史的に大きい西洋では、この禁欲的なキリスト教思想を踏まえた哲学的観点からしばしば財産が論じられてきた。なお、資本主義成立以前の中世およびルネッサンス期あたりまでは「財産(property)」という語が本質的に土地を指していた。

### 古代哲学
シュメールの王ウルイニムギナは、土地(property)の強制売却を禁じる最初の法律を制定した。
旧約聖書のレビ記19:11および同19:13には「あなたがたは盗んではならない」と書かれている。
アリストテレスは『政治学』において「私有財産」という概念を提唱している。彼は自己利益が共同体の無視につながるとして「誰もが自分自身のことを第一に考え、共同体の利益は殆ど考えない」と論じた。さらに、財産が共同の場合は労働の違いから生じる先天的な問題がある、と次のように述べている。
「もし人々が平等に苦楽を共有しないなら、多く働いて稼ぎの少ない人々は殆ど働かずに沢山貰ったり沢山消費する人達に必然的に不平を言うだろう。しかし実際のところ、複数の人達で一緒に生活してその全員と共同の関係になること、特に共同の財産を持つことは常に困難である。—アリストテレス、『政治学』1261b
キケロは、自然法のもとに私有財産は存在せず人定法のもとでのみ存在すると考えた。小セネカは、人間が強欲になって初めて必要になるものを財産と考えた。後にアンブロジウスがこの見解を採用し、ヒッポのアウグスティヌスでさえ異教徒が労働したことによる財産を唯一皇帝が没収できないことに不平を漏らした。

### 中世哲学
欧州全体にキリスト教が伝播し、教皇領が形成されて教会権力が絶大となる中世の半ばまで、私有財産に否定的な初期キリスト教思想は引き続き大きな影響力を持っていた。一方で、キリスト教権威と土地の封建支配をする諸国王権との権力争いも目立ち始め、中世後期には従来のキリスト教思想を一部修正する哲学者が現れるようになる。

#### トマス・アクィナス (13世紀)
グラティアヌス教令集という12世紀のカノン法は、人定法が財産を創造しているに過ぎないと主張し、ヒッポのアウグスティヌスによって使われたフレーズを繰り返した 。トマス・アクィナスは財産の個人消費に関して同意したが、財産の私的所有が必要だと見いだす際に（初期キリスト教の）教父学的な理論を修正した。トマス・アクィナスは特定の詳細規定があれば、以下の事を結論付けている。
- 外的な事物を所有するのは人間にとって自然である
- 自分のものとして物を所有することは人間にとって合法である
- 窃盗の本質は、他人の物を密かに取ることである
- 窃盗と強盗は別種の罪であり、強盗は窃盗よりも重大な罪である
- 窃盗は罪であり、また大罪でもある
- しかし、必要性の圧迫を介して盗む（収用する）ことは合法である:「必要な場合、全ての物が共同体[注釈 13] の財産である」

### 近代哲学
西欧諸国が17世紀にアフリカほか新大陸への植民を次々と果たすと、貿易（商業）を重視して輸出超過の差額によって相手国の金銀を流入させ、自国の富を積み上げようとする重商主義が形成された。初期資本主義にあたる重商主義は、経済現象をいたずらに宗教的・倫理的に価値づけたりせず、それを客観的に因果論的に観察した。また、中世までキリスト教権威によって卑しいものだと非難されていた金儲けや商業を、経済の中心に引き上げ振興させていくことになった。
資本主義の台頭に伴って法人・個人による財産所有の意義が増してくると、中世までの批判的観点ではなく、キリスト教の再解釈から財産の妥当性を説明しようとする試みが見られるのも、近代西洋哲学の特徴である。例えばジョン・ロックが所有権を考察した『統治二論』では、第一論の大半がアダムの主権・アダムの君主権考察に割かれている。　

#### トマス・ホッブズ (17世紀)
トマス・ホッブズの主な著作は1640年から1651年にかけて、清教徒革命の時期と重なって執筆された。彼自身の言葉によると、ホッブズの省察はキケロの著作から引用したフレーズ「万人に自分の所有物を与える」という思想から始まった。ところで彼は、どうやって万人が何らかの対象物をその人の所有物と呼びうるのか？に疑問を呈することで、以下の結論に至った。自分の所有物とは、領域内に明白な最強権力が1つ存在している場合にのみ、本当に自身の所有物になる事が可能で、（最強の）権力がそれを私の所有物として扱い、その地位を保護している。

#### ジェームズ・ハリントン (17世紀)
ホッブズと同時代のジェームズ・ハリントンは同じ問いに別の見解で反応し、彼は財産を自然だが避けられないと考えていた。『オセアナ』の著者である彼は、政治権力が財産分配の結果だ（原因ではない）と主張した最初の政治理論家だった可能性がある。彼は、起こりうる最悪の状況とは平民達が国家財産の半分を持っていて王室と貴族が残りの半分を握っている時で、不安定さと暴力に満ちた状況だと述べた。彼は、財産の大部分を平民が所有すれば遥かに良い状況（安定した共和国）が出現するだろうと示唆した。

#### ロバート・フィルマー (17世紀)
上述の2人と同世代のロバート・フィルマーは、聖書釈義を通じてホッブズとよく似た結論に達した。フィルマーは、王権制度が（キリスト教の説く）父性に似ていると述べた。すると人民は従順だろうと素行が悪かろうと未だに子であり、財産権とは父が子たちに分け与えたりする家財のようなもので、父のものは（子に分け与えた後でも）父の希望に応じて取り戻したり処分できたりする、と述べた。

#### ジョン・ロック (17世紀)
フィルマーの見解は17世紀当時の常識からも外れていて支持できないと、著書『統治二論』前半でアダムの君主権を考察しつつフィルマーに反論した次世代の哲学者がジョン・ロックである。 
ロックが同書の第二論で提唱した財産権の自然権という定義は、西洋で恐らく最も普及した理論の一つとされている。彼は、創世記で神が自然の支配権をアダムを介して人間に与えた、というキリスト教的自然観を発展させた。これによりロックは、人の労働と自然とが混ざる時に所有や財産価値という概念が起こることを、水や大地を例に挙げて説明している。

「泉の中を流れる水は万人のものであろうが、瓶の中の水がそれを汲出した人のものであることを一体誰が疑うだろうか？　自然の手許にあってはそれは共有物であり、すべての自然の子等に平等に属していたが、彼の労働がそこから取出したことによって、それは彼自身のものとなったのである。」
「土地に煙草や砂糖が植えられたり、小麦や大麦が蒔かれている時と、同じ一エーカーの土地が何も耕作が施されずに共有地としておかれてある時の相違を考えてみれば、労働による改良がその土地の価値の大過半を形成することが分るだろう。」

また彼は、人々が社会契約を結ぶことになる以前の社会を想定して「こういう状態の下に彼の私有財産を享受することは非常に危険であり、不安なので」あり、したがって「人々が結合して国家を組織し、政府の支配を受けようとする際の主要な大目的は、彼等の私有財産の保存にある」とした。人々は、ロックも是認していた君主制を創設することになるが、その任務は選挙によって選ばれた立法府の意志を実行することであり、「人々が自然の状態の下に所有した権力を、自分達の加わる社会に譲渡するのはこの目的のためである。また共同社会が適当と思う人の手に立法権を委ねる時には、彼等は自分達が公布された法律に支配されるべきであって、さもなければ自分達の平和、安定、私有財産は自然の状態の下において経験した同じ不安の状態に相変らずとどまることになるだろうという信頼感を抱いている」と彼は述べている。

#### デイヴィッド・ヒューム (18世紀)
これまで述べた者達とは対照的に、デイヴィッド・ヒュームは比較的安定した社会構造の中で比較的平穏な暮らしをしていた。ところが、宗教に関する彼の論争的な著作と経験主義に駆り立てられた懐疑論的な認識論のため、人々は法と財産に関するヒュームの見解を非常に保守的だと見なすことがあった。
ヒュームの見解は、社会的慣習に支持された既存の法律が保護しているため、その範囲で財産権が存在するというものだった。しかし、彼は貪欲さを「産業の拍車」と言及するなど一般的な主題に幾つかの実用的な助言を提供し、「絶望を生むことで産業を破壊してしまう」過度な課税に懸念を表明した。

#### アダム・スミス (18世紀)
「市民政府は、財産保全のために制定される限り、実際のところは富裕層を貧困層から守るため、あるいは財産を持っている者達を全く持っていない者達から守るために制定されたものである。—アダム・スミス『国富論』1776年

「誰もが自分の労働で持つ財産は、他のあらゆる財産の起源的な基盤なので、それは最も神聖かつ不可侵である。貧しい人の相続財産は彼の両手の強さと器用さにあり、隣人を傷つけることなく彼がこの強さと器用さを彼が適切だと思う方法で使うのを妨げることは、この最も神聖な財産の明白な違反である。—アダム・スミス『国富論』
19世紀半ばまでに、産業革命はイギリスとアメリカを変革した。その結果、財産に関わる従来の概念が土地だけでなく貴重品を含むものへと拡張された。フランスでは1790年代の革命によって教会と国王が従来所有していた土地が大規模に没収された。君主制の復活（王政復古）は、以前の土地を返還することで所有を喪失した者達からの不満をもたらした。

#### カール・マルクス (19世紀)
マルクスの著書『資本論』の第7篇「資本の本源的蓄積」にはリベラル（自由主義）な財産権理論の批判が含まれる。封建法の下では、貴族がその領主にあったように、農民は自分の土地に法的権利が与えられたとマルクスは指摘する。マルクスは、多数の農民が自分達の土地から排除されて、次に貴族によって収用された幾つかの歴史的事例を挙げている。この収用された土地はその後、商業事業（羊飼い）に使われた。マルクスはこの「本源的蓄積」をイギリス資本主義の創造に不可欠なものと見なしている。この出来事は、生きていくのに賃金のために働かざるを得なくなった土地のない階級をかなりの規模で生み出すことになった。マルクスは、財産の自由主義理論は暴力的な歴史的過程を隠す「牧歌的な」おとぎ話だと主張している。

#### シャルル・コンテ: 合法的な財産の起源
弁護士のシャルル・コンテは1834年の著書『Traité de la propriété（財産の協定）』にて、フランス復古王政に反応して私有財産の合法性を正当化しようとした。ダヴィド・ハルトによれば、コンテには要点が3つあった。「第一に、何世紀にも及ぶ国家による財産所有への干渉は、正義と経済的生産性に悲惨な結果をもたらしてきた。第二に、その財産は誰にも害を及ぼさないような方法で出現する場合は合法である。第三に、歴史的には全てではないが進化した幾つかの財産は合法的であり、現在の財産分配は合法的および非合法的な所有権が複雑に絡んだものである」
コンテは古代の狩猟採集社会における土地のような、希少でない物品からなる共同の「国家的」財産に肯定的だった。農業は狩猟採集よりもはるかに効率的だったので、誰かが耕作向けに割り当てた私有財産（土地）は残りの狩猟採集民に一人当たりの土地をより多く残しており、それゆえ彼らに害を及ぼさなかった。したがって、この種の土地収用はロックの但し書き (Lockean proviso) に反しておらず「まだ十分に、良いものが残っていた」との主張である。後年の理論家は、コンテの分析を財産の社会主義的批判に対して使用している。

#### ピエール=ジョゼフ・プルードン: 財産は窃盗
1840年の論文『財産とは何か?』の中で、ピエール・ジョゼフ・プルードンは「財産は窃盗だ!」と答えている。天然資源において、彼は「法律上の」財産と「事実上の」財産の2種類を判定し、前者は違法だと論じている。プルードンの結論は「財産は公正たるべきあり可能ならその状態に対して必然的に平等でなければならない」である。
天然資源における労働の産物を財産（用益権）としたプルードンの分析はより微妙なものである。彼は、土地自体は財産たり得ず人類の管財者として個々の所有者によって維持されるべきであり、労働の産物が生産者の財産たるべきだと主張している。プルードンは、労働なしに得られた富は何であれその富を生み出すのに労働した人々から盗まれたもの、という道理を説いた。プルードンによれば、労働の産物を雇用主に引き渡す（それで雇用主が賃金を払う）という自発的な契約でさえ盗難であった。
プルードンの財産論は世に出始めた社会主義運動に多大な影響を与え、プルードンの思想を修正したミハイル・バクーニンのような無政府主義の理論家に啓蒙を与えた。

#### フレデリック・バスティア: 財産は価値
フレデリック・バスティアの財産に関する主な論文は、1850年の著書『経済調和論』の第8章に見られる。伝統的な財産理論から根本的な見直しを行い、彼は財産を物理的対象ではなく、むしろ物事に関連している人々の関係だと定義した。したがって、コップ一杯の水を所有しているという発言は「私はこの水を正当に他人に贈与したり交換したりできる」の短縮形にすぎないという。本質的に、人が所有するものは対象物ではなく対象物の価値である。「価値」についてバスティアは「市場価値」を意味するとして、これは実用性とは全く異なるものだと次のように強調している「相互関係において、我々は物事の実用性の所有者ではなく価値の所有者であり、そして価値とは相互的な役務から生み出された評価である」。
バスティアは、技術進歩と分業の結果として共同体の富の在庫は時間経過と共に増加すると理論づけた。未熟練の労働者が例えば小麦100リットルを買うために費やす労働時間は、歳月が経つほど（熟練度向上により）減少し、したがって「無償」の満足感に至る。かくして、私有財産は絶え間なく自らを破壊し、共同体の富に変わっていく。 私有財産に対する共同体の富の割合の増加は、人類の平等に向かう傾向を生むという。
このように私有財産が共同体領域に変化したからといって、私有財産が完全に消滅するわけではないとバスティアは指摘する。それどころか、このことは人間が進歩するにつれて新たにより洗練された要望と欲求を継続的に生み出す理由であると述べている。

#### ローマ教皇レオ13世
レオ13世 (ローマ教皇)は、1891年に発表したレールム・ノヴァールムにて「人が賃金労働に従事する時、人を仕事へ駆り立てる理由や動機は財産を得ること、その後それを自分の所有物として保持することであるのは確かに否定できない」と記した。

#### アンドリュー・J・ガランボス: 財産の精緻な定義
天体物理学者で哲学者のアンドリュー・J・ガランボス(1924-1997)は、財産を人の生命とその人生における非生殖的な全ての派生物と定義した。
ガランボスは、財産が非強制的な社会構造に不可欠だと説いた。彼は自由を「あらゆる個人が自分の財産を完全に(100%)支配しているときに存在する社会的条件である」と定義した。ガランボスは、財産を次の要素を持つものと定義している。 
- 原始財産、これは個人の生命である。
- 一次財産、これには観念や思考や行動が含まれる。
- 二次財産には、個人の一次財産の派生物である全ての有形および無形の所有物が含まれる。

財産とは、個人の人生における非生殖的なあらゆる派生物であり、これは子供が両親の財産ではないことを意味する。上の定義に従えば、子供の生命は本人の「原始財産」であり、親や保護者が所有する財産ではない。
ガランボスは、実際のところ行政府は財産を保護するために存在しており、国家が財産を攻撃すると繰り返し強調した。例えば、国家は人々がそのようなサービスを望むか否かにかかわらず、税金の形でそのサービスへの支払いを要求する。個人のお金は当人の財産なので、税金という形でのお金の没収は財産に対する攻撃である。徴兵制も同様に、人の原始財産に対する攻撃である。

### 現代的見解
自然人が財産を所有し契約を結ぶ権利を享受していると考えている現代の政治思想家は、ジョン・ロックについて2つの見方がある。一方はロック礼賛派で、ウィリアム・H・ハット(1956年)のように、ロックが「個人主義の本質」の土台を作ったことを称賛した。一方、リチャード・パイプスほかの人達はロックの議論を弱いと見なし、それへの過度な依存が近年の個人主義の理念を弱めていると考えている。パイプスは、ロックの著作がハリントンの社会学的枠組ではなく「自然法の概念に依拠していたため後戻りが特徴である」と書いている。
エルナンド・デ・ソト (経済学者)は、資本主義市場経済の本質的な特徴が所有権と取引を記録する正式な財産体系における財産権の国家保護機能だと論じている。これら財産権と財産の法体系全体は、以下のことを可能にしている。
- 資産を保護する地域社会の協定からの個人の独立増大
- 明確で、証明可能で、保護可能な所有権
- 一国全体での財産規則と財産情報の標準化および統合
- 経済取引での不正行為に対する処罰の確実性向上に由来する信頼性増加
- 各企業の共有リスクと所有権および同リスクに対する保険でのより直接的な想定を可能にする、より公的で複雑な書面による所有権声明
- より多くの物が融資の担保として機能できるため、新規事業向け融資の活用性向上
- 信用履歴や資産価値等に関する情報への容易なアクセスと信頼性向上
- 財産の所有権を文書化する声明の代替可能性、標準化、移動可能性の向上（これによって、各企業にとっての国内市場や、個人ほかの主体による複雑なネットワークを介した財産の容易な移動などの構造に関する道が開かれる）。
- 焼畑農業慣行の最小化による生物多様性の保護強化

デ・ソトによると、上記のすべてが経済成長を促進する。学識者達は、財産または土地に金銭的価値を割り当てることによりコモディティ化することが伝統的な文化遺産を（特に先住民族から）奪ってしまう事を指摘して、財産が考慮される資本主義の枠組みを批判している。これらの学者達は、財産の個人的な性質と現代西洋社会が支持する富の創造との相容れないアイデンティティの関連を指摘している。